# Leila Rachid de Cowles
Pour les articles homonymes, voir Cowles.
Leila Rachid de Cowles (née le 30 mars 1955 à Asunción), est une femme politique paraguayenne.

## Biographie
Leila Rachid de Cowles est née le 30 mars 1955 à Asunción. De 1973 à 1975, elle étudie des relations internationales à l'université catholique Nuestra Señora de la Asunción. Puis, elle obtient en 1979 un diplôme postgraduate à l'Institut universitaire de hautes études internationales de Madrid (Espagne) et un doctorat en sciences politiques à l'université  Complutense de Madrid la même année.

## Carrière politique
Elle est ambassadrice du Paraguay auprès des États-Unis de 2000 à 2003.
Elle est ministre des Affaires étrangères sous la présidence de Nicanor Duarte Frutos, du 15 août 2003 au 21 août 2006.